# Championnat des Comores de football 2011
Navigation
Saison précédente Saison suivante
La saison 2011 du championnat des Comores de football est la trente-deuxième édition de la première division comorienne. Après une phase régionale se déroulant d'avril à novembre 2011, les champions de première division des trois îles des Comores (Anjouan, Grande Comore et Mohéli) s'affrontent dans une triangulaire en matchs aller et retour au sein d'une poule unique, du 18 novembre 2011 au 3 décembre 2011.
Le Coin Nord de Mitsamiouli qui termine en tête du classement  est sacré champion des Comores et se qualifie pour la Ligue des champions de la CAF 2012.

## Phase régionale
La phase régionale se déroulant d'avril à novembre 2011.

### Championnat d'Anjouan
Le Style Nouvel de Sima est sacré champion d'Anjouan en novembre 2011 devant le Komorozine de Domoni 

### Championnat de Grande Comore
Le Coin Nord de Mitsamiouli est sacré champion de Grande Comore en octobre 2011.
Le classement est établi sur le barème de points classique (victoire à 3 points, match nul à 1, défaite à 0).
| Rang | Équipe                 | Pts | J  | G  | N  | P  | Bp | Bc | Diff |
| ---- | ---------------------- | --- | -- | -- | -- | -- | -- | -- | ---- |
| 1    | Coin Nord              | 53  | 22 | 16 | 1  | 5  | 45 | 15 | +30  |
| 2    | Apache Club            | 42  | 22 | 12 | 4  | 6  | 38 | 18 | +20  |
| 3    | Volcan Club (P)        | 37  | 21 | 9  | 2  | 10 | 20 | 12 | +8   |
| 4    | Djabal Club            | 28  | 21 | 6  | 5  | 10 | 24 | 22 | +2   |
| 5    | Étoile des Comores (P) | 28  | 22 | 7  | 8  | 7  | 27 | 28 | -1   |
| 6    | Élan Club (T)          | 26  | 22 | 5  | 6  | 11 | 20 | 22 | -2   |
| 7    | US Séléa               | 25  | 22 | 6  | 9  | 7  | 20 | 32 | -12  |
| 8    | Étoile polaire         | 24  | 22 | 6  | 10 | 6  | 23 | 30 | -7   |
| 9    | ASIM (P)               | 23  | 22 | 5  | 9  | 8  | 24 | 31 | -7   |
| 10   | JACM (P)               | 23  | 22 | 6  | 11 | 5  | 22 | 29 | -7   |
| 11   | US Ntsaoueni (P)       | 21  | 22 | 5  | 11 | 6  | 16 | 26 | -10  |
| 12   | Ngaya Club (P)         | 18  | 22 | 3  | 10 | 9  | 17 | 31 | -14  |

| Légende : Qualifications et relégations | Légende : Qualifications et relégations                |
| --------------------------------------- | ------------------------------------------------------ |
|                                         | Qualification pour la phase nationale                  |
|                                         | Relégation en deuxième division                        |
|                                         | (T) : Tenant du titre (P) : Promu de deuxième division |

### Championnat de Mohéli
Le Fomboni Football Club remporte le championnat de Mohéli 2011

## Phase nationale

### Les équipes participantes
- Coin Nord de Mitsamiouli
- Style Nouvel de Sima
- Fomboni Football Club

### Classement
Le classement est établi sur le barème de points classique (victoire à 3 points, match nul à 1, défaite à 0) .
| Rang | Équipe                   | Pts | J | G | N | P | Bp | Bc | Diff |
| ---- | ------------------------ | --- | - | - | - | - | -- | -- | ---- |
| 1    | Coin Nord de Mitsamiouli | 7   | 4 | 2 | 1 | 1 | 4  | 2  | +2   |
| 2    | Fomboni Football Club    | 6   | 4 | 2 | 0 | 2 | 3  | 3  | 0    |
| 3    | Style Nouvel de Sima     | 4   | 4 | 1 | 1 | 2 | 1  | 3  | -2   |

| Légende : Qualifications et relégations | Légende : Qualifications et relégations                                |
| --------------------------------------- | ---------------------------------------------------------------------- |
|                                         | Qualification pour la Ligue des champions de la CAF 2012               |
|                                         | Qualification pour la Coupe des clubs champions de l'océan Indien 2012 |

### Matchs
Les rencontres se déroulent du 18 novembre 2011 au 3 décembre 2011.
- Équipe victorieuse

| Match | Date        | Lieu        | Équipe 1                 | Résultat | Équipe 2                 |
| ----- | ----------- | ----------- | ------------------------ | -------- | ------------------------ |
| 1     | 18 novembre | Domoni      | Style Nouvel de Sima     | 1 – 0    | Fomboni Football Club    |
| 2     | 21 novembre | Domoni      | Style Nouvel de Sima     | 0 – 0    | Coin Nord de Mitsamiouli |
| 3     | 24 novembre | Mitsamiouli | Coin Nord de Mitsamiouli | 2 – 0    | Fomboni Football Club    |
| 4     | 27 novembre | Mitsamiouli | Coin Nord de Mitsamiouli | 2 – 0    | Style Nouvel de Sima     |
| 5     | 30 novembre | Fomboni     | Fomboni Football Club    | 1 – 0    | Style Nouvel de Sima     |
| 6     | 3 décembre  | Fomboni     | Fomboni Football Club    | 2 – 0    | Coin Nord de Mitsamiouli |

## Bilan de la saison
| Championnat des Comores de football 2011                             |                                     |
| Champion                                                             | Coin Nord de Mitsamiouli (7e titre) |
| Qualifications continentales                                         |                                     |
| Ligue des champions de la CAF 2012                                   | Coin Nord de Mitsamiouli            |
| Coupe des clubs champions de l'océan Indien 2012                     | Fomboni Football Club               |
| Promotions et relégations                                            |                                     |
| Promus en Championnat des Comores de football                        |                                     |
| Relégués en Championnat des Comores de football de deuxième division |                                     |